# きゅうそキャンプ

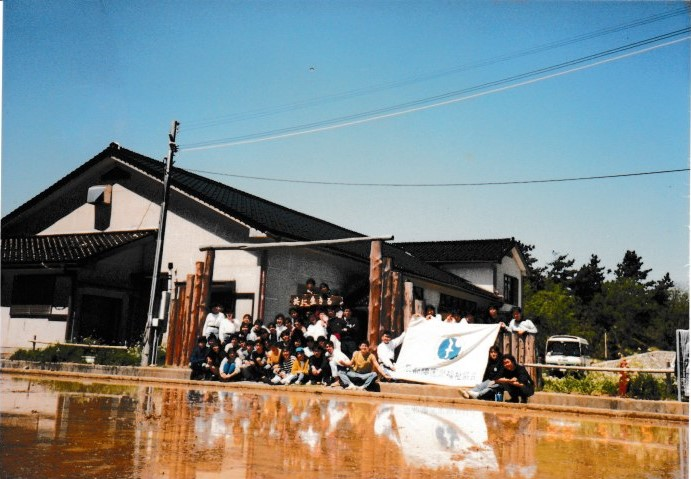
きゅうそキャンプの本館前ゲート

きゅうそキャンプとは、京都府京丹後市丹後町久僧（きゅうそ）にあるキャンプ場。また、社会福祉法人京都障害児福祉協会（現京都総合福祉協会）が設立した丹後療育センターで行っていた身体障害児及び知的障害児療育キャンプ事業のことも指す。2011年（平成23年）夏を持って事業は廃止された。

## 概要
京都府京丹後市丹後町久僧は、丹後半島にあり日本海に面した地区である。きゅうそキャンプ場は水田に囲まれた敷地面積1910㎡のキャンプ場である。宿泊棟が二棟、厨房や食堂兼ホール、シャワー室などが整備されており、ここを拠点として、周辺の一般キャンプ場への遠征キャンプ（オーバーナイトプログラム）や、すぐそばの久僧海水浴場での水泳プログラム、モーターボートやカッター、カヌーなどを利用した海洋プログラムなどが実施出来る。この施設を利用して、主に障害者のための療育キャンプ事業を行っていた。
キャンプ場利用者は、京都障害児福祉協会（現京都総合福祉協会）が主催するキャンプへの参加者、及び京都府内の障害者団体、京都障害児福祉協会（現京都総合福祉協会）に所属する施設の利用者である。また、健常児のみのキャンプや、障害のあるこどもと健常児が同じグループで生活する統合キャンプなども実施されていた。

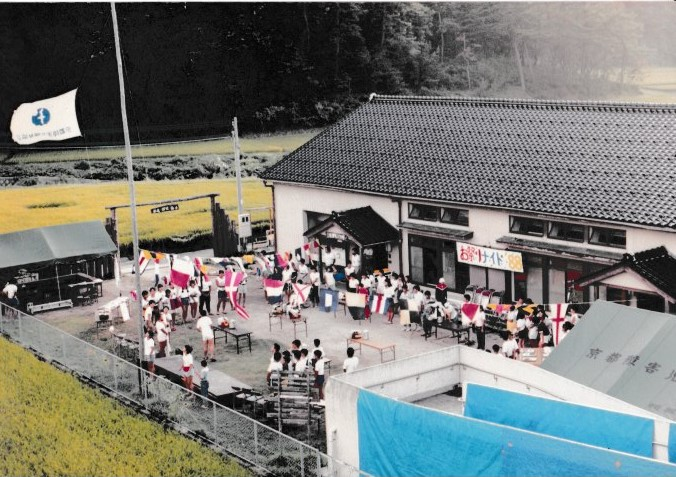
新館より本館を望む。集いの様子。

## 歴史

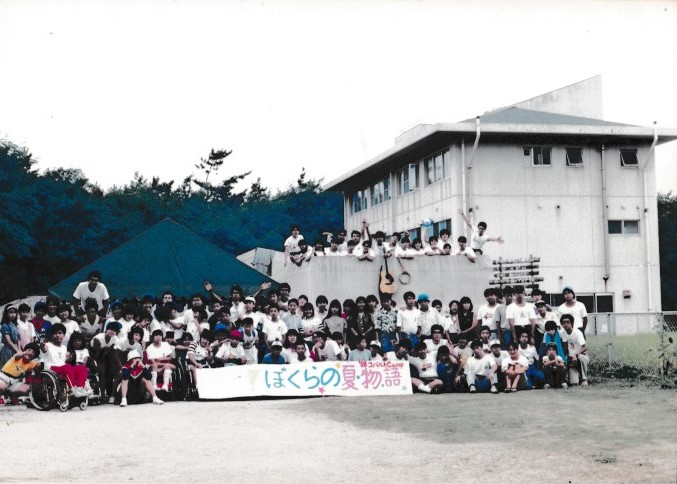
新館をバックにしたコバルトキャンプの記念撮影

1953年（昭和28年）には香川県の小豆島で、日本で初めて肢体不自由児を対象としたキャンプが神戸YMCAの主催によって行われた。これを機に、1955年（昭和30年）には琵琶湖湖岸の佐波江で、京都YMCAによって第1回肢体不自由児療育キャンプが行われた。この時、同志社大学専任講師の大塚達雄（後の京都障害児福祉協会初代理事長・同志社大学名誉教授）がキャンプに関わり、後のきゅうそキャンプにつながった。日本で2例目となる肢体不自由児療育キャンプの実施が、京都肢体不自由児協会（後の社会福祉法人京都障害児福祉協会、現在の京都総合福祉協会）につながった。
1958年（昭和33年）に京都肢体不自由児協会が結成され（後の社会福祉法人京都障害児福祉協会、現京都総合福祉協会）、ボランティア組織もYMCAを離れ、翌年には京都肢体不自由児協会へと引き継がれる。以降、琵琶湖の佐波江、京都府宮津市、舞鶴市等のキャンプ場を利用しながら、障害のある子どもたちを対象とした療育キャンプ事業を実施。1972年（昭和47年）には京都障害児福祉協会と名称を変更、社会福祉法人として認可され、1976年（昭和51年）に、京都府竹野郡丹後町宇川（現京都府京丹後市）の丹後町立下宇川小学校跡を利用して専用のキャンプ場（中浜療育キャンプ場）がオープン。2年間利用の後、丹後町久僧地区に京都府・京都市・馬主協会等の助成により、丹後療育センターが建設される。これ以降を、このキャンプ場で行われるキャンプ事業全般の通称として「きゅうそキャンプ」と呼ぶ。1981年には3階建ての宿泊棟も新設された。
また、キャンプ事業への参加者の増加から、1980年（昭和55年）には京都市百井青少年村を借りて、山のキャンプ事業を実施、翌年には京都府美山町の美山町立知井小学校佐々里分校跡にて実施した後、京都市久多の私有林を借用、開拓して山のキャンプ事業を実施した。これは久多キャンプと呼ばれ、1985年（昭和60年）まで実施された。

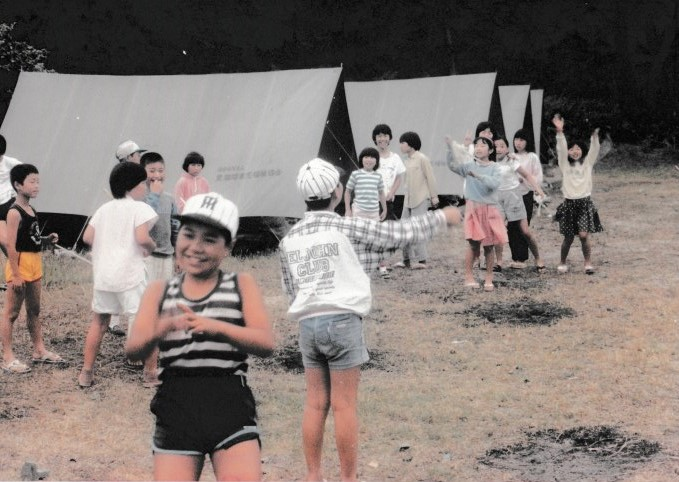
宇川を挟んで向かいの松林で実施の少年少女キャンプの様子。

## きゅうそキャンプの意義
1979年（昭和54年）4月1日に養護学校（現在の特別支援学校）が義務教育になる前、日本では、本人および保護者の意思に関わらず、多くの障害児の保護者に対して就学猶予や就学免除の適用がなされていた。学校にも行けず、家の中で静かに暮らすしかなかった、そんな時代背景の中で、障害のある子どもたちが、野外活動を通して、自然に親しみ、海水浴や、自炊調理などのプログラムの中から、個々の可能性を再発見し社会生活につながる援助を行うことは非常に画期的な事であった。また、障害児と健常児が同じグループを組み、一つの部屋でキャンプ生活を送ることにより、子どもたち自らが相互理解を深める「統合キャンプ」の実施なども、きゅうそキャンプの大きな特徴と言える。こういった取り組みの中で、障害のある人の個々の可能性を広げ、社会へ、障害のある人への理解を深めることに寄与したことは大きな成果であった。

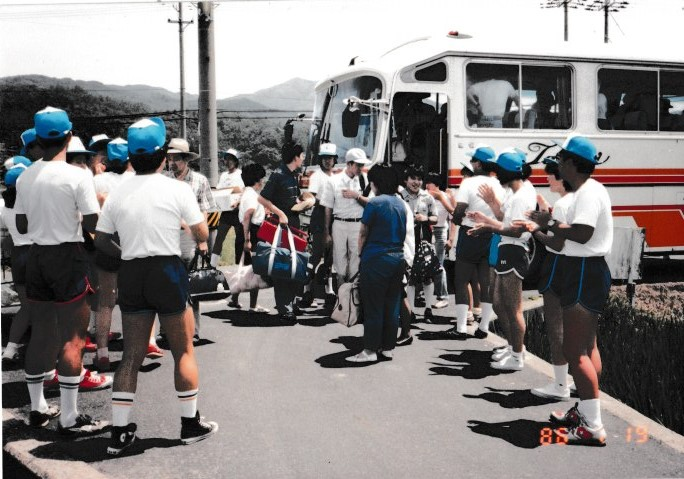
キャンパー出迎えの様子

## きゅうそキャンプ概要

### 丹後療育センター（きゅうそキャンプ場）
敷地面積1910㎡。障害のある人が野外活動を行うための宿泊拠点施設である。本館（管理棟）と新館の2つの宿泊施設があり、朝夕の集いを行う広場がある。本館には宿泊部屋が4部屋、食堂件集会所のホール、厨房、風呂、事務室があり、主にこの本館がキャンプ生活を送る拠点となる。新館は鉄筋コンクリート3階建てであり、1階と2階に宿泊部屋が4部屋、3階にキャンプリーダー（後述）の専用室があり、2階へ繋がる車いす用のスロープを備えている。
本館、新館ともキャンプ場内の施設にはそれぞれ名前が付いているのが特徴。子どもたちが簡単に楽しくその場所を覚えられるようにと、海にまつわる名前が多く付けられている。ホールは日本海、部屋はエビやくじらなどである。
きゅうそキャンプ場を拠点に、短いキャンプ9泊10日、長いキャンプで9泊10日のプログラムを実施。キャンプ場目前の海水浴場でのプログラムは、水泳や船外機付きボートでの遊覧、カヌーやカッターと使ったボートプログラムなど、海辺のキャンプ場を活かしたプログラムが行われる。周辺のキャンプ場へのオーバーナイトプログラムでは、各グループに分かれて、テント、寝袋、自炊用品などを装備して徒歩、もしくは地元の路線バスを利用して1泊から2泊の本格的なキャンプを行う。各グループのプログラムの実施の他、マスプログラムとしてキャンプの始まりを全員で楽しむボンファイヤー（キャンプファイヤー）や、キャンプの最後を締めくくるカウンシルファイヤー、各実施キャンプの大きなテーマに沿って、全キャンパーが参加するイベントプログラム（マスプログラム）などが実施される。

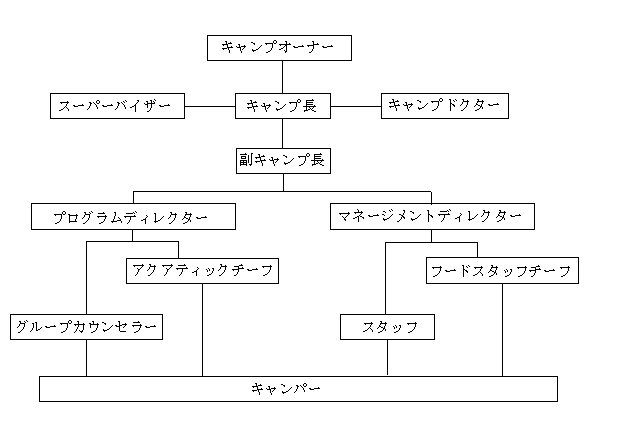
きゅうそキャンプ組織図

### キャンプ組織
実施主体は社会福祉法人京都障害児福祉協会（現総合福祉協会）であり、キャンプの運営最高責任者は法人理事長が担う。キャンプ事業に対し助言的関係をもつものとして、キャンプ事業委員会がある。キャンプ運営での現地の責任者は法人職員があたり、実際のキャンプ事業においては、より質の高い安全なキャンプ生活がおくれるよう、キャンプドクターやスーパーバイザーも配置されている。子どもたちと直接関わり、キャンププログラム全般において、キャンプの運営を行うのは主に大学生のボランティアである。法人専属のボランティアであり、「キャンプリーダー」と呼ばれる。

## キャンプリーダーとは
キャンプリーダーとは、法人専属のボランティアであり、主に京都市内の各大学から応募した学生で組織される。一部には専門学校生なども含まれる。
法人職員であるキャンプ長以下、全員がボランティアであり、法人が主催するキャンプ全般の運営に携わる。キャンプ実施に向けては、週2回の研修会や、キャンプ技術向上のためのトレーニングキャンプなどを年間を通して行い、キャンプ技術や理論、障害児・者への理解を深めるための専門知識の向上を図っている。大学生ボランティアのため、4回生が卒業する度に入れ替わる関係上、全体の人数は毎年変動するが、全体数はおおよそ平均60名前後。応募の条件としては年間20泊以上のキャンプへの参加、年間を通しての週2回の研修会への参加などが求められる。研修会以外にも、キャンプ実施のための顔合わせ会や、キャンプ終了後の思い出会、各部門による会議や打ち合わせなどもあり、かなりの情熱や熱意がなければ活動を続けることは難しいほどである。
キャンプリーダーの役割は、プログラム部門とマネージメント部門の大きく二つに分けられる。

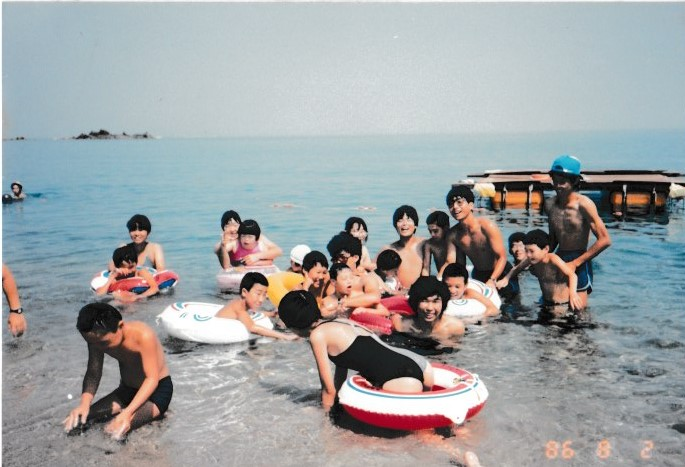
海水浴プログラムの様子

### プログラム部門

#### プログラムディレクター（略称PD）
各グループのキャンププログラム全般の調整や、キャンプ全体の進行、キャンプ参加者全員が参加するマスプログラム（キャンプファイヤーや朝夕の集い）の企画進行を行う。また、キャンププログラム実施に際し、海洋プログラム担当のアクアティックチーフとグループカウンセラーとの調整やマネージメント部門との連絡調整も併せて行う。キャンプ全般における進行・調整役である。

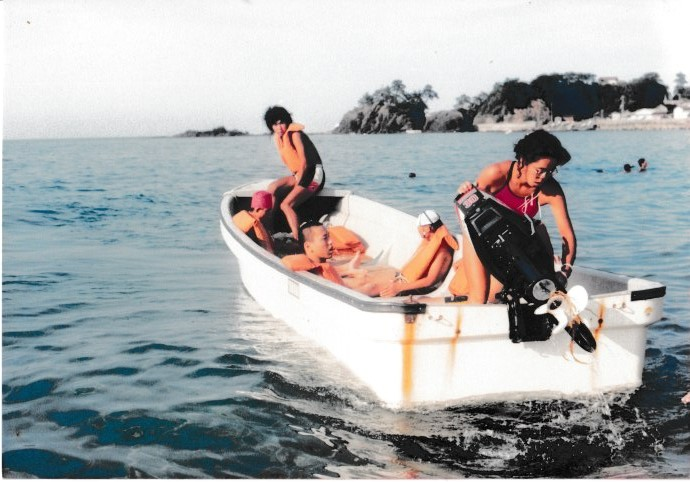
船外機付き和船での遊覧の様子

#### アクアティックチーフ（略称AC）
主に海洋プログラム専門の指導・安全確認・遊泳監視などを行う。具体的には海水浴プログラムにおける監視スタッフへの指示や、船外機付き和船による遊覧プログラム、カッター、カヌーなどを行う際の監視や指導を行う。アクアティックチーフになるためには、水上安全救急法の資格取得と２級船舶免許の取得が求められる。

#### グループカウンセラー（略称Cr）
キャンプ参加者は、そのキャンプの規模にもよるがおおよそ5人から10人程度のグループ編成となる。その各グループに配置されるのがグループカウンセラーである。キャンプ参加者とともに、グループのキャンププログラムの立案にあたり、24時間ともにキャンプ生活を行う。キャンプの主役であるこどもたちの遊び相手かつ相談相手にもなり、健康管理を行い、グループの参加者同士がより親睦を深め、キャンプの目的が達成できるよう様々な援助を行う。

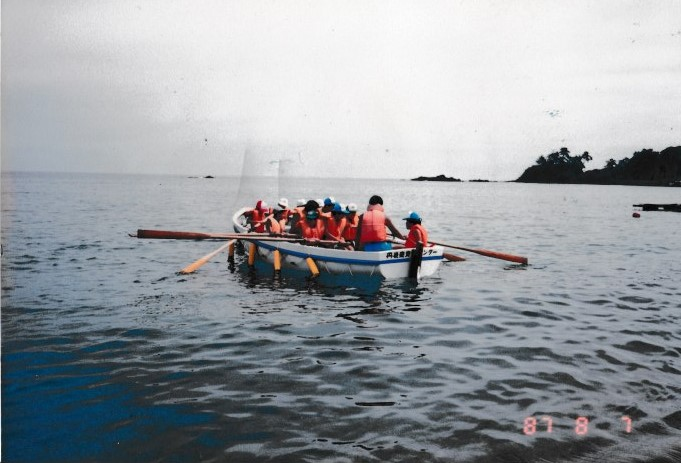
カッターを使ったボートプログラム。

### マネージメント部門

#### マネージメントディレクター（略称MD）
キャンプ場の維持管理や備品の管理などの責任者であり、キャンプ運営に携わるスタッフへの各役割の配置を行うと同時にスタッフの健康管理にも気を配る。キャンプ場を裏で支えるスタッフの仕事内容は、キャンプファイヤーの準備や、水泳プログラムでの監視、調理、キャンプ場の清掃や、備品の整理など多岐にわたるが、プログラムディレクターとも密に連携をとりながら、適切なスタッフの配置を行う。

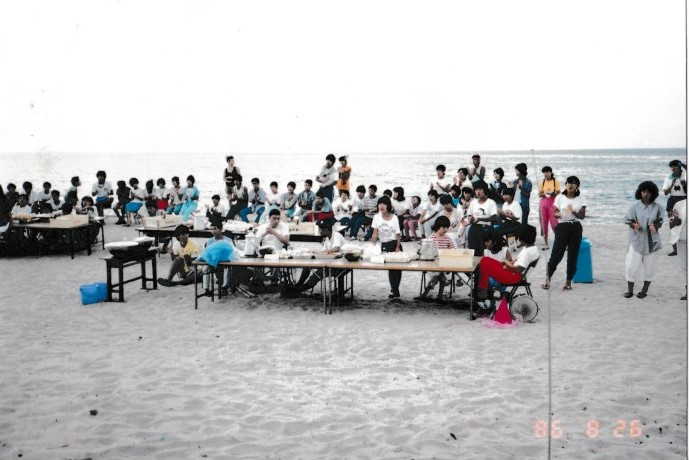
浜辺でのマスプログラムの様子

#### フードスタッフチーフ（略称Fsc）
キャンプ場での食事提供を行う責任者。マネージメントディレクターにより配置されたスタッフとともに、多いときではキャンプ参加者やスタッフ併せて200人分もの調理を行う。朝昼晩の献立のみならず、各グループで行う自炊の食材の準備や、マスプログラムでの特別料理などの献立立案、調理を担当する。

#### キャンプスタッフ（略称St）
キャンプ全般を裏で支えるスタッフ。マネージメントディレクターの元、キャンプ参加者が気持ちよく生活を送れるよう、キャンプ場内の清掃や維持管理、水泳プログラムにおける監視員、厨房での調理、マスプログラム実施における準備など、その役割は多岐にわたる。朝夕の集いなどでもキャンプ場の雰囲気を盛り上げたり、キャンプを作りあげる上でも、もっとも重要な役割であるといえる。

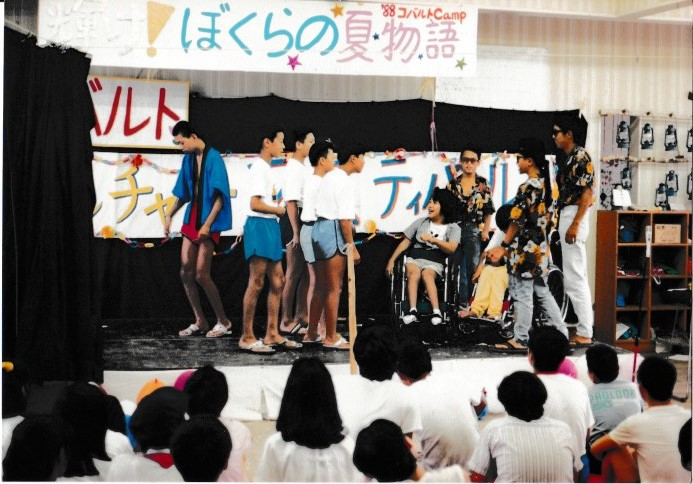
コバルトキャンプ、マスプログラムの様子。

## 丹後療育センターで実施された主なキャンプ

### 夏期実施キャンプ

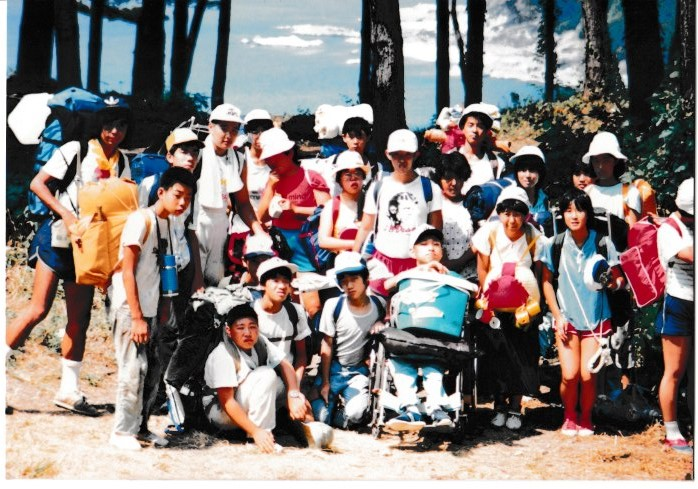
コバルトキャンプ、オーバーナイトプログラムで経ヶ岬へ。

- 小学生キャンプ
小学生年齢の障害のあるこどもが対象のキャンプ。期間は3泊4日。
- 日本海キャンプ
小学生～高校生の障害のあるこどもが対象のキャンプ。期間は2泊3日。
- 療育親子キャンプ
障害のあるこどもとその親が参加する、親子参加型のキャンプ。期間は2泊3日。

- 少年少女キャンプ
小学校高学年の健常児対象のキャンプ。期間は7泊8日。
- 長期キャンプ
中学生の共にテント生活を送るキャンプ。期間は9泊10日。
- きゅうそフレンドリーキャンプ
中学生の障害のあるこども対象のキャンプ。期間は4泊5日。
- わんぱくキャンプ
小学校3年～6年生対象。健常児と障害のある子どもが年間を通して（年4回）同じグループで参加する統合キャンプ。
- コバルトキャンプ
中学生対象の障害のある子供と健常児が同じグループで生活を共にする統合キャンプ。期間は7泊8日。

### 春期実施キャンプ
- スプリングキャンプ
小学生3年生～6年生対象の健常児と、障害のあるこどもの統合キャンプ。期間は3泊4日。
- レインボーキャンプ
中学・高校生の障害のある子ども対象のキャンプ。期間は4泊5日。

## 久多キャンプについて

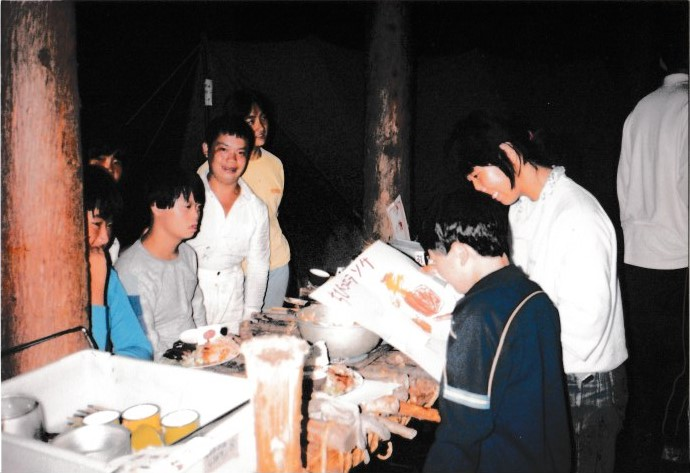
久多キャンプ場での様子

きゅうそキャンプ事業への参加者の増加から、1980年（昭和55年）に京都市百井青少年村を借りて、山のキャンプ事業を実施、翌年には京都府北桑田郡美山町の美山町立知井小学校佐々里分校跡にて実施した後、京都市久多の私有林を借用、開拓して山のキャンプ事業を実施することとなった。このキャンプを通称久多キャンプと呼ぶ。1983年（昭和58年）から1985年（昭和60年）までの3年間実施。トイレ、水道、電気もない中での障害のある子どもたちのキャンプは、困難を極めたが、キャンプ長以下、キャンプリーダーの創意工夫の元、事故もなく本格的な野外キャンプを実施できたことは特筆すべきことである。しかし、きゅうそキャンプとの同時期実施のため、キャンプリーダーの配置が困難な上、医療機関への移送問題などから3年で中止される。

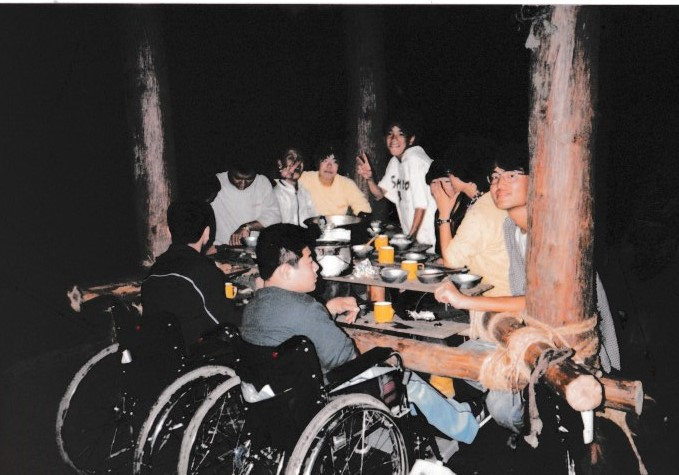
久多キャンプ場での様子

### 実施キャンプ
- パイオニアキャンプ
初年度は5泊6日、以降4泊5日で実施。小学校高学年の健常児と障害のあるこどもが対象。
- フレンドリーキャンプ
4泊5日で実施。中学生・高校生の障害のある子どもが対象。

## きゅうそキャンプ事業廃止の理由
きゅうそキャンプ事業は2011年（平成23年）夏をもって廃止されたが、その理由については、「障害児療育キャンプ60年の歩み」冊子制作委員会により、2015年（平成27年）に発行された、『障害児療育キャンプ60年の歩み』の記念誌の冒頭、当時の京都総合福祉協会理事長、飯田哲夫氏による「療育キャンプの歩み」に詳しい。以下、抜粋して掲載する。

### 療育キャンプの歩み
- キャンプの視察
療育キャンプでは職員とキャンプリーダーが障害児と和気あいあいでスケジュールをこなし、学生ボランティアが生き生きとキャンプ運営の主役として活動されている様子に接して、頼もしくも感じました。きゅうその海は少し入ると肩まで水が来る、目が離せない危険な状況がある中で、大きな事故もなく運営できていることに、奇跡に近いという思いを強く持ちました。
- キャンプの果たした役割
主たる運営の主体である学生の確保が大学の夏休みが短くなるなどの要因で困難になってきました。また、「きゅうそ」へのバスでの往復のリスク、国定公園にあるため施設の老朽化に伴う改築が困難である等継続した運営が困難になりました。
- キャンプ事業の廃止
法人として、先駆的に始めた障害児キャンプでありましたが、先に述べたように継続運営のリスクが多くあるため、諸先輩の長年にわたる事業運営のご苦労を思うと忍びないものがありますが、キャンプ事業の廃止に踏み切りました。残る施設と土地の利用については検討しておりますが結論を出すに至っておりません。

（以上、原文のまま）
要約すれば、①ボランティアの確保が困難、②京都市内から丹後半島北端のきゅうそまでのバス移動のリスク、③施設の老朽化、が大きな要因である。反面、一部の法人職員、キャンプリーダーOB、きゅうそキャンプに関わった関係者からは、法人の創設者である大塚達雄イズムを一掃し、民間の独自性を薄め、京都市の事業団的な存在にし、より京都市の意向を反映するためではとの意見も散見される。現に、京都総合福祉協会の公式サイトには、きゅうそキャンプに関わるページは一切なく、沿革に「1955年京都YMCAによる肢体不自由児キャンプ開始 」との記述があるだけである。法人の歴史上、その成り立ちのルーツである療育キャンプ事業について一切の説明がないというのは、何らかの意図を感じさせずにはいられないとの意見も多い。現法人の年間予算は、1989年（平成元年）に京都市から洛西ふれあいの里（通所授産施設・身体障害者療護施設等）の事業を受託して以降、その予算規模はどんどん大きくなり、現在では年間20億円を超える事業予算となっている。予算規模の増加に伴い、天下りのポストも増え、京都市からの圧力が大きくなったことも原因の一つと言えよう。

## 現在のきゅうそキャンプ場
キャンプ事業が廃止されてからは、海に近い場所柄、木造の本館の老朽化が激しい様子。キャンプリーダーOBによる風通しなども行われていたが、今後の利用に関しては、何も結論は出ていないとのこと。